# Iglesia de San Pedro (Albañá)
La iglesia de San Pedro de Albañá (en catalán: Sant Pere d'Albanyà) es un edificio religioso de estilo románico situado en el centro de la localidad de Albañá, en la comarca catalana del Alto Ampurdán, provincia de Gerona, Cataluña, España. Esta iglesia, incluida en el Inventario del Patrimonio Arquitectónico de Cataluña, está protegida como Bien Cultural de Interés Local.

## Historia
La iglesia de San Pedro fue originalmente el templo de un monasterio fundado en el primer cuarto del IX, entre los años 820 y 825. Pasó luego a ser propiedad de la Abadía de Santa María de Arles de Arles-sur-Tech, vinculada a la orden benedictina. Según el historiador Joan Badia i Homs, la iglesia actual correspondería a una construcción del X, consagrada en el año 957 por el obispo Arnulfo de Gerona. En 1078, la iglesia de Santa María de Arlés fue incorporada a la poderosa Abadía de Moissac, momento en el que también se incluyó a San Pedro de Albañá en su dominio.
En el siglo XII, la iglesia experimentó ampliaciones y modificaciones, reflejando un estilo románico característico de la época. San Pedro de Albañá fue importante en el contexto local, sirviendo como punto de referencia religiosa y cultural en la región del Alto Ampurdán.

## Descripción
El templo presenta una estructura de una sola nave con crucero y tres ábsides semicirculares, incluyendo un frontis y una espadaña que se añadió posteriormente a la fábrica original, probablemente en los siglos XII-XIII. El ábside central es de planta semicircular, mientras que los absidiolos laterales tienen una forma menos pronunciada, sin alcanzar el semicírculo completo.
Las ventanas de la parte más antigua del edificio presentan una estructura de doble vertiente; se observan dos en el muro sur de la nave, otra en el muro sur del transepto y una más en el ábside central. En el frontis se encuentra una ventana con dos arcos en degradación también de doble vertiente.
La nave principal está cubierta por una bóveda de cañón, al igual que el crucero, mientras que los ábsides laterales tienen una bóveda de cuarto de esfera. La construcción muestra una variación en el aparejo: en las partes más antiguas, predominan materiales sin desbastar de diversos tamaños y formas, mientras que en el frontis se observa un aparejo de sillares regulares de piedra caliza, en hileras uniformes. Sobre la fachada se alza una espadaña de dos arcos de medio punto, mientras que la cubierta es de dos vertientes, con una cornisa que sobresale en la nave y el transepto.

## Elementos arquitectónicos destacados
- Ábside central: De planta semicircular, presenta un diseño robusto y austero típico del románico temprano.
- Absidiolos: De forma casi semicircular, menos pronunciada que el ábside central, añaden equilibrio a la estructura.
- Bóveda de cañón: Característica de la nave y el crucero, proporciona estabilidad a la estructura y es representativa de la arquitectura románica.
- Espadaña: Elemento añadido en la ampliación del edificio en los siglos XII-XIII, destaca por sus dos arcos de medio punto y su función como campanario.

## Estado de conservación y protección
La iglesia de San Pedro de Albañá ha sido objeto de restauraciones y se encuentra en buen estado de conservación. Su inclusión en el Inventario del Patrimonio Arquitectónico de Cataluña y su catalogación como Bien Cultural de Interés Local subrayan su valor histórico y arquitectónico como parte del patrimonio románico de Cataluña.